# سیگنه لیوبیگ
سیگنه لیوبیگ (انگلیسی: Signe Livbjerg؛ زادهٔ ۲۱ فوریهٔ ۱۹۸۰) قایقران قایق بادبانی اهل دانمارک است.